# Acrocera bacchulus
Acrocera bacchulus är en tvåvingeart som först beskrevs av Frey 1936.  Acrocera bacchulus ingår i släktet Acrocera och familjen kulflugor.
Artens utbredningsområde är Kanarieöarna. Inga underarter finns listade i Catalogue of Life.